# Cos (text)
| A l'esquerra (Estats Units, cap al 1960), el cos es repartit a diverses columnes sota l'entrada. A la dreta (Suècia, 1937) l'article conté un cos repartit a dues columnes. |  | A l'esquerra (Estats Units, cap al 1960), el cos es repartit a diverses columnes sota l'entrada. A la dreta (Suècia, 1937) l'article conté un cos repartit a dues columnes. |
| A l'esquerra (Estats Units, cap al 1960), el cos es repartit a diverses columnes sota l'entrada. A la dreta (Suècia, 1937) l'article conté un cos repartit a dues columnes. |  | |

Cos (del text) és el text central dins d'un article, llibre, diari, pàgina web o una altra obra impresa or digital. És envoltat i complementat amb titulars, imatges, notes etc. El cos dins una obra també és separat de la introducció de la mateixa obra.
Al disseny d'un llibre, "el cos" pot significar les pàgines del llibre on és imprès aquest cos. D'aquesta manera, al disseny el cos es separa de les pàgines d'introducció i finals de l'obra. L'estil tipogràfic del cos és sovint diferent, amb el text repartit a columnes, per facilitar la lectura.